# Камерний хор «Хорового товариства Азербайджану»
Камерний хор «Хорового товариства Азербайджану» — був створений в 1976 році Ляман ханум Атакишиєвою, доцентом кафедри хорового диригування Азербайджанської Державної консерваторії, зараз Бакинська музична академія. Ляман ханум була ініціатором створення в Азербайджані Хорового товариства і вибрана Головою Правління цього суспільства. Це був перший в республіці Камерний хор і діяльність цього колективу стала важливим етапом в розвитку хорового виконавського мистецтва.

## Колектив
Колектив «Камерного хору» складався в основному з випускників і студентів Азербайджанської державної консерваторії і Бакинського музичного училища ім. А. Зейналлі [Архівовано 5 березня 2019 у Wayback Machine.]. Особливо заслугою Ляман ханум є те, що в процесі роботи з хором, вона сприяла формуванню як співацької, так і хормейстерської майстерності багатьох молодих музикантів.

## Репертуар
Репертуар «Камерного хору» — різноманітний. Значне місце в ньому займали складні хорові твори зі світової класики — твори Вольфганга Амадея Моцарта, Йоганна Себастьяна Баха, Орландо Лассо,Антоніо Лоті [Архівовано 6 лютого 2015 у Wayback Machine.], Антоніо Кальдара [Архівовано 6 лютого 2015 у Wayback Machine.], Уільяма Доусона [Архівовано 6 лютого 2015 у Wayback Machine.], Антоніо Вівальді,                               Йомеллі Нікколо [Архівовано 19 лютого 2015 у Wayback Machine.], твори українських класиків — Д.Бортнянського та М.Березовського, а також російська класична і сучасна хорова музика — твори, Михайло Глінки, Сергія Танєєва, Сергія Рахманінова, Георгія Свірідова,Вадіма Салманова [Архівовано 26 грудня 2014 у Wayback Machine.], Щедрина і інших.
Особливою є роль діяльності «Камерного хору» в плані пропаганди хорової музики азербайджанських композиторів. «Камерний хор» став першим виконавцем багатьох хорових вигадувань азербайджанських композиторів, крім того, композитори зробили безліч прекрасних обробок для хору азербайджанських народних пісень. Виконання «Камерним хором» творів основоположника азербайджанської професійної музики Узєїра Гаджибекова, видатних азербайджанських композиторів Кара Караєва, Фікрета Амірова [Архівовано 2 липня 2014 у Wayback Machine.], Джахангира Джангирова [Архівовано 31 січня 2018 у Wayback Machine.], Джевдета Гаджієва [Архівовано 6 лютого 2015 у Wayback Machine.] і інших, незмінно викликало захоплену реакцію в публіки, залучаючи широку слухацьку аудиторію до мистецтва хорового співу.
До того ж, багато композиторів почали звертатися до тих хорових жанрів, яких до цього в азербайджанській музиці не було. Наприклад,Назім Алівердібеков [Архівовано 6 лютого 2015 у Wayback Machine.] створив мугамний хор а капела «Bayati — Shiraz»(Баяти - Шираз)[недоступне посилання з липня 2019], Акшин Алізаде [Архівовано 6 лютого 2015 у Wayback Machine.] — хоровий цикл а капела  «Bayatilar»(Баятилар), Ісмаїл Гаджибеков [Архівовано 6 лютого 2015 у Wayback Machine.] — кантату для хору і симфонічного оркестру «Memorial»(Меморіал) [Архівовано 7 лютого 2015 у Wayback Machine.],Фаїк Нагієв [Архівовано 6 лютого 2015 у Wayback Machine.] — хоровий цикл а капела «Three bayati»(Три баяти), Азер Дадашев [Архівовано 25 січня 2013 у Wayback Machine.] — «Triptych»(Триптих), Сардар Фараджев [Архівовано 5 квітня 2014 у Wayback Machine.] — Концерт для хору а капела «Diptych»(Диптих), а також хори Джаваншира Кулієва [Архівовано 6 лютого 2015 у Wayback Machine.],Ельнари Дадашевої, Рашида Шафага [Архівовано 6 лютого 2015 у Wayback Machine.], Афаг Джафарової [Архівовано 7 квітня 2014 у Wayback Machine.] і багато інших.
Цим композиторам вдалося втілили у своїх хорових творах все багатство, колорит і самобутність азербайджанської музики.

## Визнання публіки
У досить короткий термін свого існування, хор зумів здобути визнання широкої слухацької аудиторії і завоював авторитет у професіоналів. «Камерний хор» удостоївся звання Лауреата Всесоюзного Конкурсу хорових колективів (1978 р., II місце), став володарем I Премії на традиційному хоровому фестивалі в Криму «Пісня над затокою» 1979 році. «Камерний хор» багато гастролював, активно пропагуючи азербайджанську хорову культуру. Хор побував більш ніж в 30 містах колишнього СРСР, був з гастролями в Румунії, велику кількість концертів колектив в дав перед сільськими трудівниками, на підприємствах, у військових частинах тощо. Довгий час візитівкою хору були твір «Осень»(Осінь) Кара Караєва, пісні «Bari bakh»(Бєри бах)  Узєїра Гаджибекова, «Almani atdim xarala...»(Алмани атдим харала)Назіма Алівердібекова [Архівовано 7 лютого 2015 у Wayback Machine.].

## Каталог пластинок (список альбомів)
- 1985 «Бері бах» [Архівовано 7 лютого 2015 у Wayback Machine.]
- 1986 «Гезалім сансан» [Архівовано 7 лютого 2015 у Wayback Machine.]